# Stazione di Pescara
Stazione di Pescara vasútállomás Olaszországban, Pescara településen.

## Vasútvonalak
Az állomást az alábbi vasútvonalak érintik:
- Róma–Sulmona–Pescara-vasútvonal
- Ancona–Lecce-vasútvonal

## Kapcsolódó állomások
A vasútállomáshoz az alábbi állomások vannak a legközelebb:
- Stazione di Montesilvano
- Stazione di Pescara Porta Nuova